# Estrada de Ferro Tocantins
A Estrada de Ferro Tocantins (EFT) foi uma ferrovia brasileira localizada no estado do Pará. Esteve em operação de modo sazonal entre 1908 e 1939, e interruptamente entre 1939 até 1973, sendo extinta através de um decreto federal.
A Estrada de Ferro Tocantins foi construída para complementar a navegação fluvial, ao longo das cachoeiras da região entre Tucuruí e Marabá, ligando as seções navegáveis do rio Tocantins. Foi planejada inicialmente para dar suporte a navegação, cobrindo todos os trechos com corredeiras e cachoeiras aos longo dos rios Tocantins, Araguaia e das Almas. Concluída em 1944, no período áureo do ciclo da castanha, operou por 29 anos interruptamente, quando foi extinta para que sua área de abrangência fosse submersa pela Hidrelétrica de Tucuruí.
Com aproximadamente 120 km de extensão a ferrovia tinha seis estações: Alcobaça, Mestre Leopoldino, Breu Branco, Pucuruí, Remansão e Jatobal. Até 1973, quando fez sua última viagem, fazia a ligação do município de Tucuruí com a vila de Jatobal no município de Itupiranga.

## História
O projeto da Estrada de Ferro Tocantins surgiu em paralelo ao decreto nº 862, de 16 de outubro de 1890 que estabeleceu a navegação a vapor nos rios Tocantins, Araguaia e das Almas (atual hidrovia Tocantins-Araguaia). Pretendia-se, por esse sistema de vias econômicas relativamente rápidas, conectar as províncias do atual centro-oeste brasileiro ao litoral, no Pará. Os trechos com obstáculos naturais foram repassados á Companhia das Estradas de Ferro do Norte do Brasil, que deveria construir estruturas férreas que fariam a transposição das áreas não-navegáveis. Na região de tocantina do Pará havia as corredeiras de Itaboca, um obstáculo natural do rio Tocantins, que dificultava a navegação neste. Esse trecho do rio necessitava do suporte da ferrovia, para que se permitisse a navegação e transposição de cargas.

### Obras
O início efetivo das obras da ferrovia, aconteceu em 1905. A emergência do primeiro grande ciclo econômico da região (o ciclo do caucho, iniciado em Marabá em 1895) fez acelerar o processo de construção da ferrovia, devido a necessidade do transporte das cargas de caucho até Belém, principalmente no período seco, em que as corredeiras de Itaboca tornavam-se intransitáveis até mesmo para pequenas embarcações.
Em 24 de dezembro de 1908 foi inaugurado o primeiro trecho, com aproximadamente 43 km, ligando Alcobaça a Breu Branco.
Em 31 de dezembro do mesmo ano, foi feita a viagem inaugural da Estrada de Ferro Tocantins. Ao final de 1911 estavam em tráfego 51 km da ferrovia.
Em novembro de 1916 a ferrovia alcançou 82 quilômetros de extensão, chegando a praia da Rainha, paralisando suas obras logo depois. Em 21 de setembro de 1920, foi declarada a caducidade da concessão feita à Companhia das Estradas de Ferro do Norte do Brasil. Em dezembro de 1924 a ferrovia foi arrendada ao estado do Pará, mas o tráfego continuou suspenso por falta de manutenção das linhas férreas. Quando foi arrendada ao governo do Pará, a ferrovia tinha 82,5 km entre Alcobaça e a Praia da Rainha e 3,5 km no ramal de Arapari.

### Conclusão e extinção
Após 17 anos paralisada, em setembro de 1933 foram iniciados os serviços e restauração da ferrovia e suas dependências. Em 1938 o prolongamento da ferrovia da praia da Rainha até Jatobal foi retomado. Neste período a região vivenciava o boom econômico trazido pelos ciclos da castanha e do diamante, e o ressurgimento da exploração do caucho na região, necessitando assim que fosse concluída a ferrovia para que se desse o escoamento rápido e eficaz das mercadorias, transpondo as corredeiras do Itaboca. Em 1944 a ferrovia é concluída, totalizando 117 km de extensão, ligando Alcobaça a Jatobal, transpondo totalmente as corredeiras do Itaboca. Em 1967 um decreto federal extingue a ferrovia, e decreta que esta seja substituída por uma rodovia, e em 1973 o trem de passageiros da EFT faz sua viagem terminal. Desde a década de 1980 a área da ferrovia encontra-se submersa pelo lago da Hidrelétrica de Tucuruí.
A construção da Estrada de Ferro Tocantins, a exemplo da Madeira-Mamoré, teve um custo humano muito alto. Foi necessária que a concessionária construtora da ferrovia incentivasse a imigração de mão de obra (vinda sobretudo do nordeste), pois não havia excedente operário na região. Muitos dos trabalhadores, morreram durante a construção da ferrovia, seja por enfermidades (principalmente a malária), ou por conflitos com povos indígenas. No caso dos indígenas (paracanãs e assurinis-do-tocantins), além de terem seu território invadido e destruído, ainda foram dizimados por representarem um "empecilho" à obra.